# Вісла (Сандомир)
Сандомирський спортивний клуб «Вісла» Сандомир (пол. Sandomierski Klub Sportowy Wisła Sandomierz) — польський футбольний клуб із Сандомира, заснований у 1925 році. Виступає у Третій лізі. Домашні матчі приймає на Міському стадіоні, місткістю 2 500 глядачів.